# Castell i muralla d'Utiel
El castell i muralla d'Utiel és un conjunt monumental d'aquesta ciutat de la comarca de la Plana d'Utiel, de la província de València. Està classificat com bé d'interès cultural amb codi 46.17.249-005 per declaració genèrica. Utiel va estar emmurallat fins a la segona meitat del segle xix, en què es van enderrocar les muralles.